# Kanton Valenciennes-Est
Kanton Valenciennes-Est (francouzsky Canton de Valenciennes-Est) je francouzský kanton v departementu Nord v regionu Nord-Pas-de-Calais. Tvoří ho 11 obcí.

## Obce kantonu
- Curgies
- Estreux
- Marly
- Onnaing
- Préseau
- Quarouble
- Quiévrechain
- Rombies-et-Marchipont
- Saultain
- Sebourg
- Valenciennes (východní část)